# Champ-le-Duc
Champ-le-Duc là một xã, nằm ở tỉnh Vosges trong vùng Grand Est của Pháp. Xã này có diện tích 3,92 kilômét vuông, dân số năm 1999 là 491 người. Xã này nằm ở khu vực có độ cao trung bình 430 m trên mực nước biển.
Dân địa phương tiếng Pháp gọi là Ducécampiens.

## Biến động dân số
| 1962                                         | 1968 | 1975 | 1982 | 1990 | 1999 | 2005 | 2008 | 2010 | 2013 |
| -------------------------------------------- | ---- | ---- | ---- | ---- | ---- | ---- | ---- | ---- | ---- |
| 369                                          | 450  | 517  | 458  | 463  | 491  | 562  | 560  | 525  | 534  |
| Số liệu từ năm 1962: Dân số không tính trùng |      |      |      |      |      |      |      |      |      |